# Академическая гребля на Маккабиаде 2017
Соревнования по академической гребле на Маккабиаде 2017 прошли с 10 по 13 июля в Бет-Йерах на берегу Тивериадского озера (озера Кине́рет). Было разыграно 10 комплектов наград.

## Регламент
Состоялись пять соревнований для мужчин и пять для женщин. Соревнования включали в себя использование одного типов лодок (тяжёлых), и два стиля гребли: распашная гребля, где спортсмены используют по одному веслу, и парная гребля, где используются пара вёсел.

## Спортсмены
- Сборная США состояла из восьми спортсменов, представляющих различные ВУЗы страны[1].
- Сборная России была представлена тремя спортсменами из Санкт-Петербурга.

## Итоги

### Мужчины

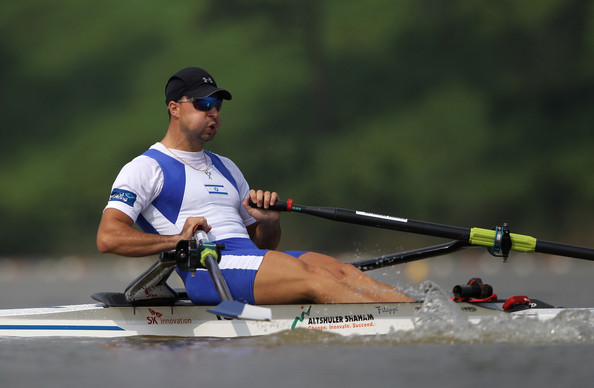
Дани Фридман Чемпион Маккабиады

#### Одиночки
В финальной стадии участвовало 10 спортсменов
Первое место одержал гребец из Израиля Дани Фридман. Это была его вторая золотая медаль на Маккабиаде.
Второе место занял ещё один израильский гребец Омри Шенцер, а третье место российский спортсмен из Санкт-Петербурга Ростислав Фролов.

#### Двойки
Участвовали две пары из Израиля, две пары из США, команда из Аргентины и смешанная команда Австралия/Великобритания. Первое и третье место завоевали спортсмены из США, а второе место заняла команда Израиля в составе Даниэль Дубицки и Итай Йекутиэль, представляющих гребной центр Даниэль, Тель-Авив.

#### Двойки парные
Победителями стали израильские спортсмены, представляющие гребной клуб из Тверии Андрес Муса и Иоав Зивцнер. Второе и третье место завоевали спортсмены из США: Ноах Часкин — Этан Геник и Иошуа Куперсмит — Дэвид Векснер.

#### Четвёрки
Первое место заняла четвёрка из Израиля:
Олег Гоноровский, Барак Хацор, Ахья Кляйн, Иоав Зивцнер.
Второе место заняли спортсмены из США, а третье ещё одна израильская команда.

#### Четвёрки парные
Первое и третье место заняли четвёрки из Израиля, а второе место четвёрка из США.

### Женщины

#### Одиночки
Победителем стала чемпионка Израиля 2017 года Нурит Бездески со временем 6:26:34. Нурит занималась греблей в Тель-Авивском центре Даниэль. Тренер - Олег Гоноровский. Позднее Нурит заняла 10-е место на чемпионате мира для спортсменов до 23 лет. 
Второе и третье место заняли российские спортсменки Анастасия Шершнёва, бронзовый призёр чемпионата России 2016 года в парном разряде и Елизавета Панькова, серебряный призёр того же турнира в разряде четвёрки-парные.

## Календарь
| П | Предварительный этап | Кв | Квалификация | Ф | Финал |

| Соревнование↓/Дата →      | 10 июля | 11 июля | 12 июля | 13 июля |
| ------------------------- | ------- | ------- | ------- | ------- |
| Одиночки (мужчины)        |         | П       | Кв      | Ф       |
| Двойки (мужчины)          | П       | Кв      | Ф       |         |
| Парные двойки (мужчины)   | П       | Кв      |         | Ф       |
| Четвёрки (мужчины)        |         |         | Ф       |         |
| Парные четвёрки (мужчины) |         |         |         | Ф       |
| Одиночки (женщины)        |         |         |         | Ф       |
| Двойки (женщины)          |         | Ф       |         |         |
| Парные двойки (женщины)   |         |         | Ф       |         |
| Четвёрки (женщины)        |         |         | Ф       |         |
| Парные четвёрки (женщины) |         |         |         | Ф       |

## Медали

### Общий зачёт
| Общее количество медалей | Общее количество медалей | Общее количество медалей | Общее количество медалей | Общее количество медалей | Общее количество медалей |
| Место                    | Страна                   | Золото                   | Серебро                  | Бронза                   | Всего                    |
| ------------------------ | ------------------------ | ------------------------ | ------------------------ | ------------------------ | ------------------------ |
| 1                        | Израиль                  | 5                        | 6                        | 4                        | 15                       |
| 2                        | США                      | 4                        | 3                        | 4                        | 11                       |
| 3                        | Россия                   | 1                        | 1                        | 2                        | 4                        |
| Всего                    |                          | 10                       | 10                       | 10                       | 30                       |

### Медалисты

#### Мужчины
| Дисциплина           | Золото                                                               | Серебро                                                           | Бронза                                                                  |
| Одиночки М1Х         | Израиль Дани Фридман 5:45:78                                         | Израиль Омри Шенцер 6:04:18                                       | Россия Ростислав Фролов 6:15:15                                         |
| Двойки распашные М2- | США 5:31:17 Иошуа Куперсмит Дэвид Векснер                            | Израиль 5:38:45 Даниэль Дубицки Итай Йекутиэль                    | США 5:38:98 Этан Геник Ноах Часкин                                      |
| Двойки парные M2X    | Израиль 5:44:96 Андрес Муса Йоав Зивцнер                             | США 5:51:92 Ноах Часкин Этан Геник                                | США 6:00:16 Иошуа Куперсмит Дэвид Векснер                               |
| Четвёрки M4-         | Израиль 5:21:60 Олег Гоноровский Барак Хацор Ахья Кляйн Иоав Зивцнер | США: 5:22:26 Ноах Часкин Этан Геник Иошуа Куперсмит Дэвид Векснер | Израиль 5:54:38 Леонид Хацкин Даниэль Кол Маор Мизрахи Вадим Пархоменко |
| Четвёрки парные M4X  | Израиль 5:08:14 Омри Шенцер Андрес Муса Алон Гибор Дани Фридман      | США 5:23:70 Ноах Часкин Этан Геник Иошуа Куперсмит Дэвид Векснер  | Израиль 5:42:45 Йосеф Павлов Поль Кондрашов Антон Березин Павел Павлов  |

#### Женщины
| Дисциплина          | Золото                                                           | Серебро                                                                          | Бронза                                                                   |
| Одиночки            | Израиль Нурит Бездески 6:26:34                                   | Россия Анастасия Шершнёва 6:42:20                                                | Россия Елизавета Панькова 6:46:67                                        |
| Двойки W2-          | США 6:04:30 Саманта Коловсон Брук Уолфорд                        | Израиль 6:14:78 Лаури Тененбаум Хен Ошри                                         | США 6:39:24 Хлоя Фишман Илана Зифф                                       |
| Двойки парные W2X   | Россия 6:11:03 Елизавета Панькова Анастасия Шершнёва             | Израиль 6:21:06 Нурит Бездески Рони Юстер-Ворвореану                             | США 6:26:19 Брук Уолфорд Илана Зифф                                      |
| Четвёрки W4-        | США 5:53:12 Саманта Коловсон Илана Зифф Хлоя Фишман Брук Уолфорд | Израиль 6:01:50 Хен Ошри Рони Юстер-Ворвореану Лаури Тененбаум Лена Павлов       | Израиль 7:24:29 Хагит Давидеско Сегал Шапиро Орит Саги Шири Барлев-Йенон |
| Четвёрки парные W4X | США 5:59:37 Саманта Коловсон Илана Зифф Хлоя Фишман Брук Уолфорд | Израиль 6:14:49 Нурит Бездески Рони Юстер-Ворвореану Лена Павлов Михаль Шпальтер | Израиль 7:10:34 Разия Исраэли Орли Исраэли Михаль Вайрон Нуфар Стадлер   |